# Kausalsatz
Unter einem Kausalsatz (auch Begründungssatz) versteht man in der Grammatik einen Nebensatz, der den Grund für einen Sachverhalt im Hauptsatz näher beschreibt. Kausalsätze bilden einen Untertyp der Adverbialsätze.
Häufige Konjunktionen im Deutschen sind dabei weil, da und zumal. Es handelt sich  um unterordnende Konjunktionen (Subjunktionen), mit denen die kausalen Nebensätze gebildet werden.
Daneben gibt es auch Fälle, wo kausale Bedeutungsbeziehungen durch Nebenordnung von Hauptsätzen ausgedrückt werden; diese werden zur Abgrenzung hier mitbehandelt.

## Kausalsätze mit unterordnenden Konjunktionen (Subjunktionen)

### Weil
Mit weil können zwei zutreffende Sachverhalte verbunden werden.
- Sie ging missmutig nach Hause. (Sachverhalt 1)
- Sie hatte vergeblich gewartet. (Sachverhalt 2)
- Sie ging missmutig nach Hause, weil sie vergeblich gewartet hatte. (verbundener Sachverhalt)

Der mit weil eingeleitete Nebensatz gibt nun den Grund für den im Hauptsatz genannten Sachverhalt an. Dabei wird die Subjunktion weil insbesondere dann verwendet, wenn der als Grund genannte Sachverhalt nicht als bekannt vorausgesetzt werden kann oder ein besonderes Gewicht hat. In diesen Fällen bildet der Nebensatz oft den zweiten Teilsatz.
Eine Umstellung des Satzes ist möglich:
- Weil sie vergeblich gewartet hatte, ging sie missmutig nach Hause.

In der gesprochenen Sprache wird weil dagegen auch oft mit der Hauptsatz-Wortstellung konstruiert, siehe unten unter „Weil“ mit Verbzweitsatz.

### Da
Mit der Subjunktion da werden ebenfalls zwei Sachverhalte verbunden, sodass der mit da eingeleitete Nebensatz den Grund für den im Hauptsatz genannten Sachverhalt angibt.
- Sie ging missmutig nach Hause, da sie vergeblich gewartet hatte.

Die Subjunktion da wird meist verwendet, wenn der im Nebensatz genannte Sachverhalt bereits bekannt ist oder kein besonderes Gewicht hat. Der Nebensatz mit da wird oft auch als erster Teilsatz dargestellt.
- Da sie vergeblich gewartet hatte, ging sie missmutig nach Hause.

### Unterschiede zwischen weil und da
Die Subjunktionen weil und da werden häufig in gleicher Bedeutung verwendet. Sie sind gegeneinander austauschbar und können sowohl den ersten Teilsatz als auch den zweiten Teilsatz einleiten. Es gibt aber einige Ausnahmen.
1. Auf eine direkte Frage Warum? kann nur eine Antwort mit der Subjunktion weil erfolgen.[2]
  - Warum ging sie missmutig nach Hause?
  - Weil sie vergeblich gewartet hatte. (richtige Verwendung)
  - Da sie vergeblich gewartet hatte. (falsche Verwendung)
2. Enthält der Hauptsatz besonders, darum, deshalb, deswegen oder vor allem, so wird dadurch die Wichtigkeit des im Nebensatz genannten Grundes verstärkt und es wird nur weil verwendet.[2]
  - Sie ging vor allem deshalb missmutig nach Hause, weil sie vergeblich gewartet hatte. (richtige Verwendung)
  - Sie ging vor allem deshalb missmutig nach Hause, da sie vergeblich gewartet hatte. (falsche Verwendung)
3. Wird der nachgestellte Hauptsatz (zweiter Teilsatz) mit so eingeleitet, ist der Nebensatz (erster Teilsatz) mit da zu bilden.[2]
  - Da sie vergeblich gewartet hatte, so ging sie missmutig nach Hause. (richtige Verwendung)
  - Weil sie vergeblich gewartet hatte, so ging sie missmutig nach Hause. (falsche Verwendung)
4. Bei der Umkehrung des Kausalverhältnisses ergibt sich nur bei der Verwendung von da eine interpretierbare Aussage.[1]
  - Da sie missmutig nach Hause ging, hatte sie vergeblich gewartet. (interpretierbare Aussage)
  - Weil sie missmutig nach Hause ging, hatte sie vergeblich gewartet. (nichtinterpretierbare Aussage)

### Zumal
Mit der Subjunktion zumal wird einem bereits genannten oder als bekannt vorausgesetzten Grund ein zusätzlicher Grund hinzugefügt. Die Fokuspartikel zumal wirkt verstärkend im Sinne von vor allem weil oder insbesondere weil.
- Da die Verkäuferin beim letzten Mal sehr unfreundlich war, vermied sie es, den Laden zu betreten, zumal sie kein Geld bei sich hatte.
- Da sie niemanden treffen wollte, vermied sie es, den Laden zu betreten, zumal sie kein Geld bei sich hatte.

Der Grund wird im ersten Teilsatz genannt und im letzten Teilsatz durch einen weiteren Grund verstärkt.
- Sie vermied es, den Laden zu betreten, zumal sie kein Geld bei sich hatte.

Der eigentliche Grund wird als bekannt vorausgesetzt. Der verstärkende Grund wird mit zumal ergänzt.
Zumal kann nicht im ersten Teilsatz verwendet werden.
- Zumal sie kein Geld bei sich hatte, vermied sie es, den Laden zu betreten. (falsche Verwendung)

## Kausalbeziehungen bei nebenordnenden Konjunktionen

### Denn
Die kausale Konjunktion denn ist eine nebenordnende Konjunktion.
Mit ihr können nur Hauptsätze mit Hauptsätzen verbunden werden (Parataxe).
- Sie ging missmutig nach Hause. (Sachverhalt 1)
- Sie hatte vergeblich gewartet. (Sachverhalt 2)
- Sie ging missmutig nach Hause, denn sie hatte vergeblich gewartet. (verbundener Sachverhalt)

In dieser Satzkonstruktion mit denn kann der Grund nur im letzten Teilsatz stehen.

### „Weil“ mit Verbzweitsatz
In der Umgangssprache wird die Konjunktion weil auch als nebenordnende Konjunktion verwendet.
- Ich geh jetzt nach Hause, weil das dauert mir wirklich zu lang.

Diese Konstruktion ist kein Nebensatz, der ins Vorfeld gestellt werden könnte (kein „integrierter Nebensatz“):
- Weil es mir jetzt zu kalt wird, gehe ich lieber nach Hause.
- NICHT: * Weil es wird mir jetzt echt zu kalt, gehe ich lieber nach Hause.

Diese weil-Sätze erlauben auch kein Korrelatpronomen im Satzinneren, und sie können nicht von einer Verneinung im Satzinneren erfasst werden:
- Maria kam nur deshalb zu spät, weil sie keinen Parkplatz finden konnte.
- NICHT: * Maria kam nur deshalb zu spät, weil sie konnte keinen Parkplatz finden.
- Maria geht nicht auf die Party, weil sie will tanzen.

(Nur interpretierbar als: „Sie will stattdessen anderswo tanzen, nicht auf der Party“. Nicht interpretierbar als: „Sie geht auf die Party, nicht weil sie tanzen will, sondern weil...“).